# صوفي لار
صوفي لار هي قرية في مقاطعة هشترود، إيران. عدد سكان هذه القرية هو 300 في سنة 2006.